# 密航者
『密航者』（みっこうしゃ、原題:Stowaway）は2021年に配信されたアメリカ合衆国・ドイツ合作のサスペンス映画である。監督はジョー・ペナ、主演はアナ・ケンドリックが務めた。2021年4月22日にNetflix（多くの国と地域）とAmazonプライムビデオ（カナダ）で配信された。

## 概略
宇宙船MTS-42は3名（船長のマリーナ、医学者のゾーイ、生物学者のデヴィッド）を乗せて火星への2年間の旅に出発した。ところが、ほどなくして、マリーナはパネルの後ろで意識を失っていた男性（マイケル）を発見した。マイケルは離陸準備のための作業に当たっていたエンジニアで、作業中に昏倒したまま放置されてしまったのだという。マイケルが好人物だったこともあり、一行は彼を4人目のクルーとして迎え入れようとしたが、ここで問題が発生する。CDRA（carbon dioxide removal assenbly）が損傷し、修復不可能、火星到着まで船の設備だけでは2人分の酸素しか賄えないと判明したのだった。
その後、マリーナたちはリスクを覚悟の上で2人分の酸素を得る最終手段に出るが、太陽嵐のアクシデントで1人分の酸素を失う。もはや誰か1人を犠牲にして、もう1人分の酸素を再取得しにいくしか術はなかった。

## キャスト
※括弧内は日本語吹替声優。
- ゾーイ・レヴェンソン：アナ・ケンドリック : (森千晃[5])
- マリーナ・バーネット：トニ・コレット : (齋藤恵理[5])
- デヴィッド・キム：ダニエル・デイ・キム : (新垣樽助[5])
- マイケル・アダムス：シャミア・アンダーソン : (佐々木啓夫)
- ジム(声) : (木村雅史)
- その他の日本語吹き替え‐田所陽向、岡本幸輔、木村隼人、若林佑、三重野帆貴

## 製作・音楽
2018年10月29日、ジョー・ペナ監督の新作映画にアナ・ケンドリックが出演することになったと報じられた。2019年1月15日、トニ・コレットの起用が発表された。5月、シャミア・アンダーソンとダニエル・デイ・キムがキャスト入りした。2021年4月23日、レイクショア・レコーズが本作のサウンドトラックを発売した。
なお、本作の主要撮影はケルンとミュンヘンで行われた。

## マーケティング
2018年11月6日、ソニー・ピクチャーズ・ワールドワイド・アクイジションズが本作の全世界配給権を獲得したと報じられた。2020年12月1日、Netflixがソニー・ピクチャーズの保有していた権利の大部分を購入したとの報道があった。2021年3月24日、本作のオフィシャル・トレイラーが公開された。

## 評価
本作は批評家から好意的に評価されている。映画批評集積サイトのRotten Tomatoesには84件のレビューがあり、批評家支持率は76%、平均点は10点満点で6.5点となっている。サイト側による批評家の見解の要約は「『密航者』はストーリーの進む速度に問題があり、魅力を十分発揮することができなかった。しかし、モラルジレンマを中心に構築されたストーリーに対して採用したアプローチは思慮深さを感じさせるもので、俳優たちの演技も上々である。そのため、他の作品と差異化を図ることには成功している。」となっている。また、Metacriticには23件のレビューがあり、加重平均値は63/100となっている。